# Elephant (film 1989)
Elephant è un film del 1989 diretto da Alan Clarke. La storia si svolge in Irlanda del Nord ed ha come tema di fondo il conflitto nordirlandese ("The Troubles"). Il titolo del film deriva dalla descrizione dei Troubles di Bernard MacLaverty: "l'elefante nel nostro salotto", un riferimento al clima di indifferenza generale riguardo agli evidenti problemi sociali in Irlanda del Nord. Prodotto dalla BBC Northern Ireland, fu mandato in onda per la prima volta sul canale BBC Two nel 1989. Il film fu concepito da Danny Boyle, che allora lavorava come produttore per la BBC Northern Ireland.
Il film, girato in 16mm, contiene pochissimi dialoghi e illustra il consumarsi di diciotto omicidi; è basato su eventi reali tratti da verbali di polizia.
Il film ha chiaramente influenzato l'omonima pellicola del 2003 di Gus Van Sant sul massacro della Columbine. Il film di Van Sant non ha preso solo il titolo da Clarke ma anche lo stile minimalista delle inquadrature.